# 红蝇赶散
红蝇赶散，亦称红蝇驱散、洪军赶散、红虫吃人等，為流传于河北、山东、河南、江苏等省的民间传说。
关于该传说的历史真实性说法不一。一种比较引人注目的说法为“红虫”乃是元末红巾军比较隐晦和以讹传讹的说法。红巾军头裹红巾，人数众多，活动范围很大，“东逾齐鲁，西出函秦，南过闽广，北抵幽燕（《高丽史》）”并且到达了内蒙古地区和高丽。史有刘福通红巾军屠城、吃人记载；元代陶宗仪《南村辍耕录》有“淮右之军食人”记录；红巾军火烧上都；韩国方面历史也记载了红巾军进入高丽之后大肆烧杀抢掠。另外，红巾军内部也发生着激烈的火并，兼并：比如红巾军将领毛贵占山东之后被部下所杀，分裂为“花马军”和“扫地军”互相攻击；南方陈友谅、方国珍与朱元璋之间也进行了长达十几年的残酷战争。中国民间县志、家谱亦有不少记录，并以“红虫”、“南匪”“伪宋刘福通”等等相称。“赶散”则反映了移民的强迫性，因为历史记载朱元璋曾强迫南京一带富户迁徙各地，以达到分化瓦解参残余敌对势力的目的。可能于朱元璋最后掌权，该传说就一直采用隐晦的手法传播。另从纵向考察，马可·波罗游历了元朝的南北，在行记中详细的记载了大都（北京）、涿州、济南、东平以及南方地区的繁荣景象，然而明朝初年却是十室九空，北方一片凋零，人口大规模下降，也在一定程度证明了红巾军及其朱元璋对社会造成的巨大破坏。
与此相关的传说还有“朱洪武洗人烟”、“燕王扫碑”。